# Мёрфин, Джейн
Джейн Мёрфин (англ. Jane Murfin; 27 октября 1884, Куинси, Бранч — 10 августа 1955, Брентвуд, Калифорния) — американский драматург (большинство пьес — в соавторстве с Джейн Коул) и сценаристка, изредка выступала как кинопродюсер и кинорежиссёр. Написала сценарии для нескольких фильмов с участием своей немецкой овчарки Стронгхарт (1917—1929), сделав его первой в истории кинематографа собакой-«звездой».

## Биография
Джейн Мэклем родилась 27 октября 1884 года в деревне Куинси (штат Мичиган, США).
В 1907 году она вышла замуж за юриста по имени Джеймс Мёрфин и взяла, естественно, его фамилию. Пара развелась спустя пять лет, но новую фамилию Джейн себе оставила до конца жизни.
Первым опытом Мёрфин в драматургии стала пьеса «Время сирени», которую она написала в соавторстве с актрисой Джейн Коул в 1917 году. Пьесу ждал большой успех: в том же году она была поставлена на Бродвее, вытерпев 176 представлений за 5 месяцев, а в 1928 году по ней был снят одноимённый фильм. Мёрфин и Коул продолжили сотрудничество и написали вместе ещё несколько пьес, в основном мелодрамы о Первой мировой войне, часто под общим мужским псевдонимом Аллан Лэнгдон Мартин.
С 1918 года Мёрфин стала известна как киносценарист. Она работала в Голливуде и за 26 лет (1918—1944) написала сценарии к 64 фильмам, а также к трём из них выступила как продюсер, к двум — как режиссёр.
В 1920 году, по настоянию мужа, режиссёра Лоренса Тримбла, Мёрфин купила трёхгодовалого кобеля немецкой овчарки по кличке Стронгхарт, которого ей доставили из Польши. Написав сценарии для нескольких фильмов с его участием, Мёрфин сделала Стронгхарта первой в истории кинематографа собакой-«звездой».
В 1932 году Мёрфин номинировалась (совместно с А. Р. Сент-Джонс) на «Оскар» в категории «Лучший сценарий» за фильм «Сколько стоит Голливуд?», но не выиграла награды.
Кино-карьера Мёрфин длилась до начала 1940-х годов, после чего она ушла на покой. В 1953 году она написала сценарии для двух эпизодов двух сериалов. В 2008 году на экраны вышел фильм «Женщины», являющийся ремейком одноимённой ленты 1939 года, сценарий к которому написала Мёрфин.
Джейн Мёрфин скончалась 10 августа 1955 года в поселении Брентвуд (Калифорния). Похоронена на кладбище Валхалла-Мемориал-Парк рядом со своей подругой и коллегой Джейн Коул, умершей пятью годами ранее.

### Личная жизнь
Джейн Мёрфин была замужем трижды.

Первым мужем Джейн стал юрист по имени Джеймс Мёрфин. Брак длился с 1907 по 1912 год, после чего последовал развод, но Джейн оставила себе новую фамилию. Детей у пары не было.

Вторым мужем Джейн стал известный режиссёр, сценарист и актёр Лоренс Тримбл (1885—1954). Брак длился с 1915 по 1926 год, после чего последовал развод. У пары остался один ребёнок. Историк кино Кевин Браунлоу считает, что официального брака у этой пары не было, они жили гражданским браком и просто вместе делали кино.

Третьим мужем Джейн стал известный британский актёр, режиссёр, продюсер и сценарист Дональд Крисп (1882—1974). Брак длился с 1932 по 1944 год, после чего последовал развод. Детей у пары не было.

## Избранные работы

### Театр
| Дата                        | Название (рус./англ.)                     | Дополнительная информация |
| --------------------------- | ----------------------------------------- | --- |
| 6 февраля — июль 1917       | Время сирени Lilac Time                   | Театр «Республика», Нью-Йорк. Пьеса написана в соавторстве с Джейн Коул. По пьесе в 1928 году был снят одноимённый фильм.                                                           |
| 14 августа — октябрь 1917   | Рассвет Daybreak                          | Театр «Гаррис», Нью-Йорк. Пьеса написана в соавторстве с Джейн Коул. По пьесе в 1918 году был снят одноимённый фильм.                                                               |
| 2 октября — ноябрь 1918     | Информацию, пожалуйста Information Please | Театр «Селуин», Нью-Йорк. По пьесе в 1919 году был снят фильм «Темпераментная жена».                                                                                                |
| 30 декабря 1919 — май 1920  | Нежная улыбка Smilin' Through             | Театр «Бродхерст», Нью-Йорк. Пьеса написана в соавторстве с Джейн Коул под псевдонимом Аллан Лэнгдон Мартин. По пьесе были сняты три одноимённых фильма: в 1922, 1932 и 1941 годах. |
| 21 октября — ноябрь 1929    | ? Stripped                                | Театр «Посол», Нью-Йорк. |
| 28 января – 13 февраля 1932 | Через года Through the Years              | Пьеса по мотивам «Нежной улыбки» (1919) |

### Широкий экран
Наиболее известные работы Мёрфин как сценаристки. В отдельных случаях она также выступала как продюсер и режиссёр, что указано дополнительно в скобках, как и некоторая другая информация.
- 1918 — Рассвет[англ.] / Daybreak (автор пьесы; фильм утерян)
- 1920 — Жена-любительница[англ.] / The Amateur Wife (фильм утерян)
- 1922 — Браун с Севера[англ.] / Brawn of the North (также продюсер; фильм утерян)
- 1922 — Нежная улыбка[англ.] / Smilin' Through (автор пьесы)
- 1925 — Раба моды[англ.] / A Slave of Fashion (фильм утерян)
- 1926 — Встречайте принца[англ.] / Meet the Prince (адаптация)
- 1927 — Пресловутая леди[англ.] / The Notorious Lady (адаптация)
- 1927 — Принц метрдотелей[англ.] / The Prince of Headwaiters (адаптация)
- 1928 — Время сирени[англ.] / Lilac Time (автор пьесы)
- 1929 — Уличная девушка[англ.] / Street Girl
- 1929 — Свадьба наполовину[англ.] / Half Marriage
- 1929 — Танцевальный зал[англ.] / Dance Hall
- 1929 — Семь ключей к Болдпейт[англ.] / Seven Keys to Baldpate (адаптация)
- 1930 — Сбежавшая невеста[англ.] / The Runaway Bride (адаптация и диалоги)
- 1930 — Законное воровство[англ.] / Lawful Larceny
- 1930 — Расплата[англ.] / The Pay-Off (адаптация; в титрах не указана)
- 1931 — Слишком много поваров[англ.] / Too Many Cooks
- 1931 — Друзья и любовники[англ.] / Friends and Lovers (адаптация; в титрах не указана)
- 1931 — Дорога домой[англ.] / Way Back Home
- 1932 — Сколько стоит Голливуд?[англ.] / What Price Hollywood?
- 1932 — Баю-бай[англ.] / Rockabye
- 1932 — Нежная улыбка / Smilin' Through (автор пьесы)
- 1933 — Наши лучшие[англ.] / Our Betters
- 1933 — Супружество[англ.] / Double Harness
- 1933 — Энн Викерс[англ.] / Ann Vickers
- 1933 — После сегодняшней ночи[англ.] / After Tonight
- 1933 — Маленькие женщины / Little Women (символическое участие; в титрах не указана)
- 1934 — Злючка[англ.] / Spitfire
- 1934 — Преступление доктора[англ.] / The Crime Doctor
- 1934 — Маленький министр[англ.] / The Little Minister
- 1935 — Очарование Манхэттена[англ.] / Romance in Manhattan
- 1935 — Роберта / Roberta
- 1935 — Элис Адамс[англ.] / Alice Adams
- 1936 — Приди и владей / Come and Get It
- 1937 — Та девушка из Парижа[англ.] / That Girl from Paris
- 1938 — Светлый час[англ.] / The Shining Hour
- 1939 — Женщины / The Women
- 1940 — Северо-западный проход[англ.] / Northwest Passage (символическое участие; в титрах не указана)
- 1940 — Гордость и предубеждение / Pride and Prejudice
- 1941 — Нежная улыбка[англ.] / Smilin' Through (автор пьесы)
- 1941 — Частный секретарь Энди Харди[англ.] / Andy Hardy’s Private Secretary
- 1943 — Полёт за свободой[англ.] / Flight for Freedom (адаптация)
- 1943 — Кричи «Хаос!»[англ.] / Cry «Havoc» (символическое участие; в титрах не указана)
- 1944 — Потомство дракона[англ.] / Dragon Seed

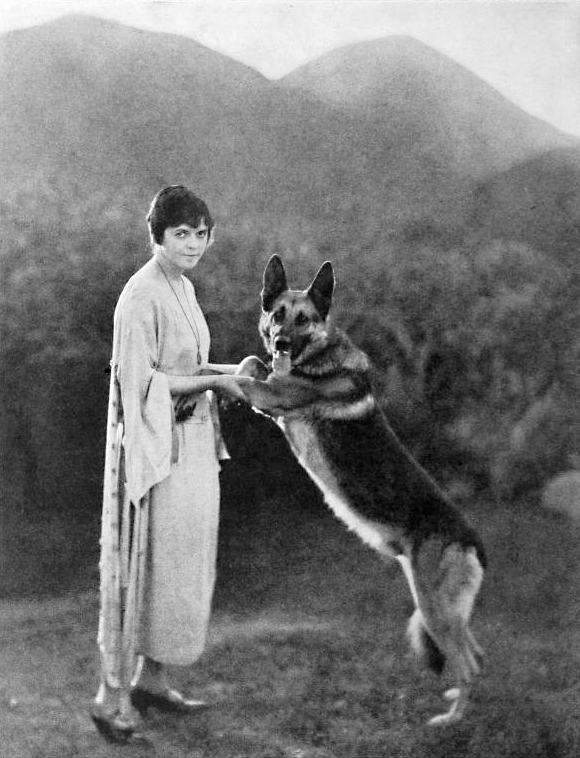
Мёрфин со Стронгхартом, 1923 год.
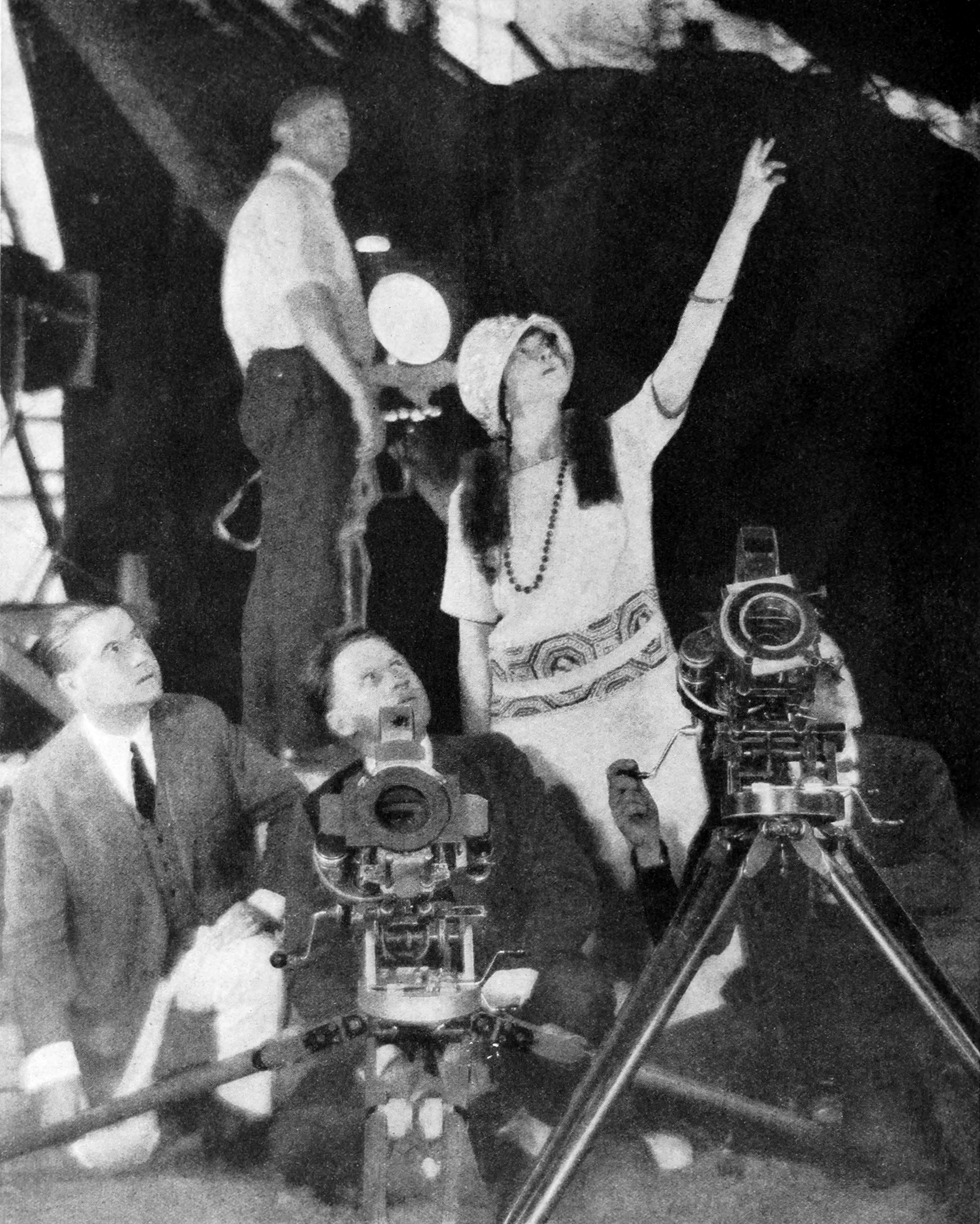
Режиссёр Мёрфин указывает необходимое расположение освещения на съёмочной площадке, 1924 год.